# Municipio de Nishnabotna
El municipio de Nishnabotna (en inglés: Nishnabotna Township) es un municipio ubicado en el condado de Atchison en el estado estadounidense de Misuri. En el año 2010 tenía una población de 155 habitantes y una densidad poblacional de 2,08 personas por km².

## Geografía
El municipio de Nishnabotna se encuentra ubicado en las coordenadas 40°28′52″N 95°38′45″O / 40.48111, -95.64583. Según la Oficina del Censo de los Estados Unidos, el municipio tiene una superficie total de 74.62 km², de la cual 73,09 km² corresponden a tierra firme y (2,05 %) 1,53 km² es agua.

## Demografía
Según el censo de 2010, había 155 personas residiendo en el municipio de Nishnabotna. La densidad de población era de 2,08 hab./km². De los 155 habitantes, el municipio de Nishnabotna estaba compuesto por el 98,71 % blancos y el 1,29 % eran de una mezcla de razas. Del total de la población el 0 % eran hispanos o latinos de cualquier raza.